# كيني رانكين
كيني رانكين (بالإنجليزية: Kenny Rankin)‏ هو مغن مؤلف وكاتب أغاني أمريكي، ولد في 10 فبراير 1940 في مانهاتن في الولايات المتحدة، وتوفي في 7 يونيو 2009 في لوس أنجلوس في الولايات المتحدة بسبب سرطان الرئة.

## وصلات خارجية
- كيني رانكين على موقع IMDb (الإنجليزية)
- كيني رانكين على موقع ميوزك برينز (الإنجليزية)
- كيني رانكين على موقع قاعدة بيانات برودواي على الإنترنت (الإنجليزية)
- كيني رانكين على موقع أول ميوزيك (الإنجليزية)
- كيني رانكين على موقع ديسكوغز (الإنجليزية)